# Рогачов (Житомирская область)
Рогачо́в (укр. Рогачів) — село на Украине, основано в 1577 году, находится в Звягельском районе Житомирской области.
Код КОАТУУ — 1820684801. Население по переписи 2001 года составляет 1025 человек. Почтовый индекс — 12722. Телефонный код — 4144. Занимает площадь 36,9 км².

## Местная власть
12701, Житомирская область, Звягельский р-н, г. Барановка.

## Известные уроженцы
- Забара, Натан Ильич (1908—1975) — писатель на идише.